# Christen Jørgensen
Christen Jørgensen, auch Chresten Jørgensen, im Deutschland der ausgehenden 1920er Jahre Christen Jörgensen, (* 14. Januar 1879 in Viborg, Dänemark; † 20. März 1962 in Las Palmas, Gran Canaria, Spanien) war ein dänischer Kameramann mit intensiver Tätigkeit beim heimischen Stummfilm der 1920er Jahre.

## Leben und Wirken
Der Sohn des Fotografen Chresten Estrup Jørgensen (1843–1879) und dessen Frau Jacobine Wendelia erhielt seine fotografische Ausbildung im väterlichen Fotostudio in Viborg, das nach dem Tod des Vaters Jørgensen senior von dessen Witwe weitergeführt wurde. 1905 übernahm der Sohn 1905 das Fotostudio und führte es bis 1918 weiter. 1919 stellte die Nordisk Film in Kopenhagen Christen Jørgensen als Kameramann ein, wo dieser in den 1920er Jahren ständiger Fotograf der Inszenierungen von A. W. Sandberg wurde. Häufig entstanden seine Kameraarbeiten zu Filmen mit literarischem Hintergrund (wie beispielsweise David Copperfield nach Charles Dickens, Das Wiener Kind nach Svend Rindom, Fräulein Sherlock Holmes nach Jens Anker und Im Banne der ewigen Stadt nach Vilhelm Bergsøe). Vor allem in den frühen Jahren wurde Jørgensen dem erfahreneren Kameramann Louis Larsen zur Seite gestellt. 
1927 folgte Christen Jørgensen Sandberg nach Berlin und stand bei dessen beiden deutschen Filmen, den Literaturadaptionen Eheskandal im Hause Fromont jr. und Risler sr. (nach Alphonse Daudet) und Revolutionshochzeit (nach Sophus Michaelis) hinter der Kamera. Zum Ende der Stummfilmzeit fand sich Jørgensen in Paris ein und diente bei Richard Oswalds Cagliostro-Film Chefkameramann Jules Kruger als dessen Kameraassistent. 1930 kam es letztmalig zur Zusammenarbeit mit Sandberg, als dieser in Frankreich den Film Der Mongole und die Tänzerin drehte. Es blieb Jørgensens einzige Tonfilmarbeit. 1935 wanderte der Däne auf die Kanarischen Inseln aus und betrieb in Las Palmas (Gran Canaria) bis zu seinem Tode 1962 ein eigenes Fotoatelier, das Estudio Moderno.

## Filmografie
- 1922: Der letzte Sprößling des Geschlechtes (Den sidste af Slægten)
- 1922: Des Landknechts letzte Liebe (Lasse Månsson fra Skaane)
- 1922: David Copperfield (David Copperfield)
- 1923: Der letzte Tanz (Den sidste Dans)
- 1923: Der Schrei aus der Moräne (Morænen)
- 1923: Die Insel der Erfüllung / Die Liebesfalle (Kærligheds-Øen)
- 1924: Fräulein Sherlock Holmes (Min Ven Privatdetektiven)
- 1924: Das Wiener Kind (Wienerbarnet)
- 1924: Auch ein Mädel kann sich irren (Kan Kvinder fejle?)
- 1924: Im Sonnental (Solskinsdalen)
- 1924: Den store Magt
- 1925: Wenn zwei sich lieben (Fra Piazza del Popolo)
- 1926: Die Lieblingsfrau des Maharadscha (Maharadjahens yndlingshustru III)
- 1926: Der tanzende Tor (Klovnen)
- 1927: Eheskandal im Hause Fromont jr. und Risler sr.
- 1928: Revolutionshochzeit
- 1930: Der Mongole und die Tänzerin (Le capitaine jaune)